# Les Rousses
Les Rousses település Franciaországban, Jura megyében. Lakosainak száma 3702 fő (2022. január 1.). Les Rousses Bellefontaine, Bois-d’Amont, Longchaumois, Hauts-de-Bienne és Prémanon községekkel határos.

## Népesség
A település népességének változása:
| Lakosok száma | 1755 | 2331 | 2840 | 3018 | 3137 | 3410 | 3630 | 3648 | 3663 | 3702 |
|               | 1968 | 1982 | 1990 | 2006 | 2013 | 2015 | 2017 | 2019 | 2020 | 2022 |